# رينيه دوبوي
رينيه دوبوي (بالفرنسية: René Dupuy)‏ (و. 1920 – 2009 م) هو ممثل، من فرنسا، ولد في مدينة نيويورك، توفي في فرنسا، عن عمر يناهز 89 عاماً.

## وصلات خارجية
- رينيه دوبوي على موقع IMDb (الإنجليزية)
- رينيه دوبوي على موقع ألو سيني (الفرنسية)
- رينيه دوبوي على موقع قاعدة بيانات الأفلام السويدية (السويدية)
- رينيه دوبوي على موقع قاعدة بيانات الفيلم (الإنجليزية)
- رينيه دوبوي على موقع كينوبويسك (الروسية)